# Balaskóné Osváth Zsuzsa
Balaskóné Ozsváth Zsuzsa, névváltozatok: Osváth Zsuzsa, Osváth Zsuszánna, Balaskó Zsuzsánna, B. Osváth Zsuzsa  (Marosvásárhely, 1919. január 14. – Kolozsvár, 1998. október 5.) erdélyi magyar festőművész, muzeológus, Balaskó Nándor felesége, Orbán István anyósa.

## Életpályája
Apja, Osváth Károly Marosvásárhelyen a főtéri patika tulajdonosa volt, anyja Schuller Ludovika erdőszentgyörgyi. Már gyermekkorában híres  képzőművészekkel ismerkedett meg, akik gyakran látogatták házukat. A Református Leánygimnáziumban Gulyás Károly volt a rajztanára. 1935-től a vásárhelyi festőiskolában Aurel Ciupe kurzusait látogatta. 1935 és 1938 között a marosvásárhelyi lapok (Reggeli Újság, Az Ellenzék, Magyar Szó) többször is írtak pozitívan a munkásságáról.
1938-39-ben a bukaresti Szépművészeti Akadémián tanult (tanára: Camil Ressu), majd 1939 és 1941 között a budapesti Képzőművészeti Főiskolán (tanára: Szőnyi István). Diplomát 1946-ban a bukaresti Nicolae Grigorescu Képzőművészeti Főiskolán szerzett. Utána visszatért Marosvásárhelyre. Még 1939-ben a bukaresti akadémián ismerkedett meg Balaskó Nándor  szobrásszal, akivel 1946-ban összeházasodtak. 1949-ben átköltöztek Kolozsvárra a Magyar Művészeti Intézet megalakulásakor. Itt született két leányuk, Zsuzsa és Erzsébet. 1957-től rajzoló-grafikusként dolgozott a kolozsvári Történeti Intézetben, innen ment nyugdíjba.
Miután férje, Balaskó Nándor, 1970-ben a titkosszolgálat sorozatos zaklatásai elől Spanyolországba disszidált, egyedül nevelte két leányát szerény fizetéséből, de ezt helytállással és zokszó nélkül tette. 
1998. október 5-én hunyt el, temetése október 8-án volt a Házsongárdi temetőben.

## Munkássága
„Sajátságos, hogy legmelankólikusabb témájú képein sem a szomorúság az uralkodó: az csak az első pillanatban csapja meg róluk a nézőt, utána átadja a helyét valami derűs állhatatosság hangulatának, a múlékony szépségek bölcs, lecsillapodott kedélyű visszaidézésének.”  (Szőcs István, Előre, 1983. november 3.)  
Osváth Zsuzsa elsősorban akvarellista volt, de  számos olajképe, pasztellje, szén- és tusrajzra, valamint rézkarca is van. A múzeumban több tízezer rajzot készített, amelyeket külföldön is elismertek, több kötetet illusztrált vagy rajzokat készített azokhoz. Több címert is festett, ezek közül a kolozsvári Farkas utcai református templomban is található néhány. Induláskor nemzedéke egyik legtehetségesebbje volt, de az életkörülményei nem tették lehetővé, hogy művészete teljes mértékben kiteljesedjen.

### Csoportos tárlatok
- 1935, 1936, 1937, 1938: Marosvásárhely, Kultúrpalota: A városi festőiskola diákjainak év végi közös kiállításai
- 1938, 1939: a bukaresti Szépművészeti Akadémia diákjainak közös kiállításai
- 1939, 1940, 1941: a budapesti Országos Magyar Királyi Képzőművészeti Főiskola növendékeinek közös tárlatai
- 1945, 1946: a bukaresti Nicolae Grigorescu Képzőművészeti Főiskola diákjainak kiállításai
- 1947: Kolozsvár, Műcsarnok, Erdélyi Szalon
- 1947: Marosvásárhely, Transylvania-terem
- 1950: Kolozsvár, Régészeti Múzeum
- 1955: Kolozsvár (Harc a békéért), kolozsvári tartományi kiállítások
- 1992: Kolozsvár, Magyar Színház előcsarnoka (aukciós kiállítás)

### Egyéni tárlatok
- 1982. február: Kolozsvár, Filo Galéria
- 1983. október: Kolozsvár, Filo Galéria
- 1992. január: Kolozsvár, Egyetemiek Háza Klub Galériája
- 1999. január: Kolozsvár, a római katolikus nőszövetség kiállítóterme (emlékkiállítás)
- 2002. augusztus: Érszalacs, RMDSZ-székház
- 2005. január: Kolozsvár, Gy. Szabó Béla Galéria (retrospektív)